# Памятник рабочим и служащим рудоуправления имени С. М. Кирова
Памятник в честь 128 рабочих и служащих рудоуправления имени Кирова — памятник Великой Отечественной войны в Саксаганском районе города Кривой Рог Днепропетровской области.

## История
Во время Великой Отечественной войны на разных фронтах погибло 128 рабочих и служащих рудоуправления имени С. М. Кирова.
9 мая 1975 года состоялось открытие памятника в честь погибших рабочих и служащих рудоуправления имени С. М. Кирова. Архитектор Олег Алексеевич Савельев.
В сентябре 1983 года началась реконструкция памятника, которая длилась восемь месяцев. 9 мая 1984 года состоялось открытие обновленного мемориального комплекса, который состоял из стелы с памятными досками по центру и рельефами с обеих сторон, скульптуры женщины с ветвью в руках и вечного огня. Архитекторы обновлённого памятника Олег Алексеевич Савельев, Сурен Геворкович Бурхаджян, скульптор — Владимир Давидович Анташян.
12 января 1978 года, решением № 25 Днепропетровского облисполкома, памятник взят на государственный учёт с охранным номером 2055.

## Характеристика
Памятник в виде гранитной горизонтальной стены с именами погибших, длиной 72 м, высотой 2 м.
По центру на расстоянии около метра друг от друга размещено 18 гранитных мемориальных досок размером 80х60 см каждая. На досках выгравированы и окрашены белым цветом фамилии и инициалы погибших рабочих и служащих рудоуправления имени Кирова. На первой слева выгравирован портрет Героя Советского Союза И. М. Быкова. Под портретом выгравирована и окрашена белым надпись в три ряда на русском языке: «Герой Советского Союза / Быков Иван Михайлович / Погиб в боях на Курской дуге». Две крайние части стелы, окрашенные в красно-коричневый цвет, содержат фигурно-тематические рельефы «Победа» размерами 15×3 м) на которых изображены воины в момент атаки. К постаменту с двух сторон ведёт гранитная лестница. На лицевой стороне постамента отчеканены и окрашены белым цветом даты «1941—1945».
Скульптура молодой женщины высотой 4,7 м в длинном платье, с длинным покровом на голове с дубовой ветвью в руках, выполнена из листьев кованой меди и окрашена в чёрный цвет. Перед скульптурой расположен вечный огонь, сверху покрытый декоративной решёткой в виде объёмной пятиконечной звезды, вписанной в круг.